# Medicina hiperbárica

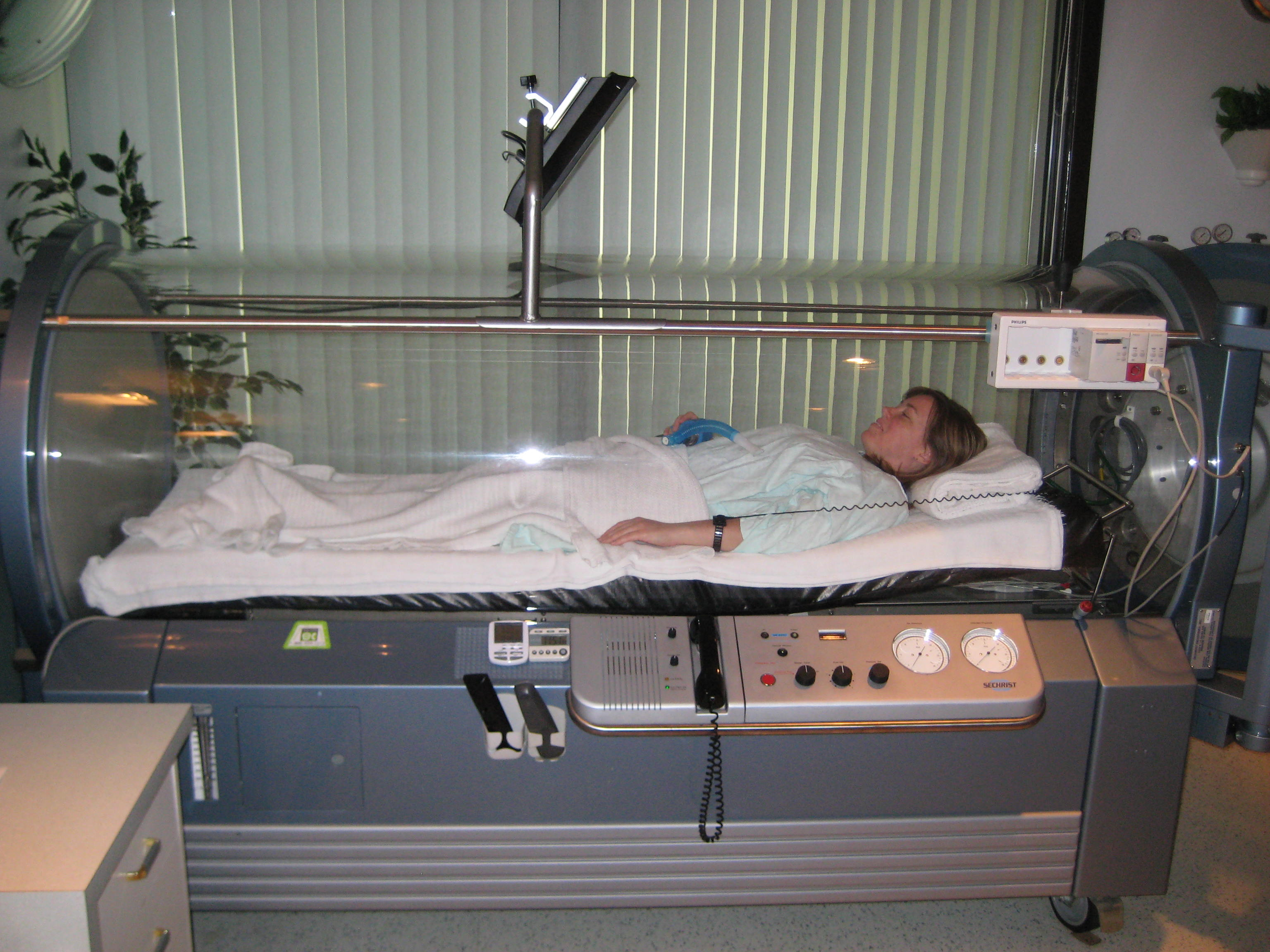
Paciente no interior de uma câmara hiperbárica monopaciente durante um tratamento de oxigenoterapia.

A Oxigenoterapia Hiperbárica ou OHB é uma modalidade terapêutica na qual um paciente é submetido à inalação de oxigênio puro em uma pressão maior que a pressão atmosférica (em geral, de 2 a 3 atm), dentro de uma câmara hermeticamente fechada com paredes rígidas (câmara hiperbárica).

## Equipamento
O equipamento básico da OHB é a câmara hiperbárica. Essas câmaras são, em essência, cilindros metálicos resistentes à pressão (estanques), dotados de vigias ou janelas. Algumas câmaras projetadas para tratamento individual são construídas com acrílico transparente resistente à pressão, o que permite contato visual com o paciente e minimiza a incidência da ansiedade em portadores de claustrofobia. Para segurança e conforto do paciente, as câmaras hiperbáricas são dotadas de um sistema de rádio que mantém a comunicação entre o paciente e equipe fora da câmara.
Existem 2 tipos de câmara hiperbárica: individuais (monopacientes) e multipacientes. Ambas permitem o uso de ventiladores mecânicos (respiradores), bombas para infusões venosas, transfusões, e outros procedimentos feitos por equipamentos especialmente projetados para funcionamento em ambiente hiperbárico.

### Câmaras multipacientes
As câmeras multipacientes permitem a entrada de 2 ou mais pessoas simultaneamente, permitindo a entrada de acompanhante (técnico, enfermeiro ou médico). Para que os acompanhantes não sejam afetados pelo tratamento, esse tipo de câmara é pressurizado com ar comprimido, sendo o oxigênio fornecido para os pacientes através de máscaras ou capuzes específicos.
Durante a oxigenioterapia hiperbárica conduzido em câmaras multiplace, um técnico de enfermagem especialmente treinado, enfermeiros hiperbaristas ou mesmo o médico hiperbarista (sendo assim chamados de "guias internos"), acompanham os pacientes no interior da câmara durante a sessão, assistindo-os diretamente na colocação das máscaras ou capuzes ou administrando medicamentos.  Estas câmaras tem a grande vantagem de permitir a entrada de macas e outros equipamentos úteis no tratamento de pacientes críticos. As sessões costumam durar 120 minutos (2 horas).
Câmaras multiplace permitem a monitoração de sinais vitais de pacientes graves durante o tratamento.

### Câmaras individuais
As câmaras individuais utilizam compressão direta de oxigênio puro, o que permite a administração deste gás ao paciente através da inalação da atmosfera que o circunda, sem necessidade do emprego de máscaras e capuzes. O paciente fica deitado durante a sessão. A grande vantagem da câmara monopaciente é a individualização do tratamento, ou seja, o paciente recebe o esquema de tratamento ideal para sua doença, sem ser limitado pelos esquemas de outros pacientes. As sessões da câmara monopaciente são mais curtas, durando 90 minutos (1hora e 30 minutos). Câmaras monopaciente são compatíveis com o tratamento de pacientes graves. Permite o uso de ventilação mecânica e monitorização contínua, incluindo: eletrocardiograma, pressão arterial, etc.